# Játékvezető-asszisztens

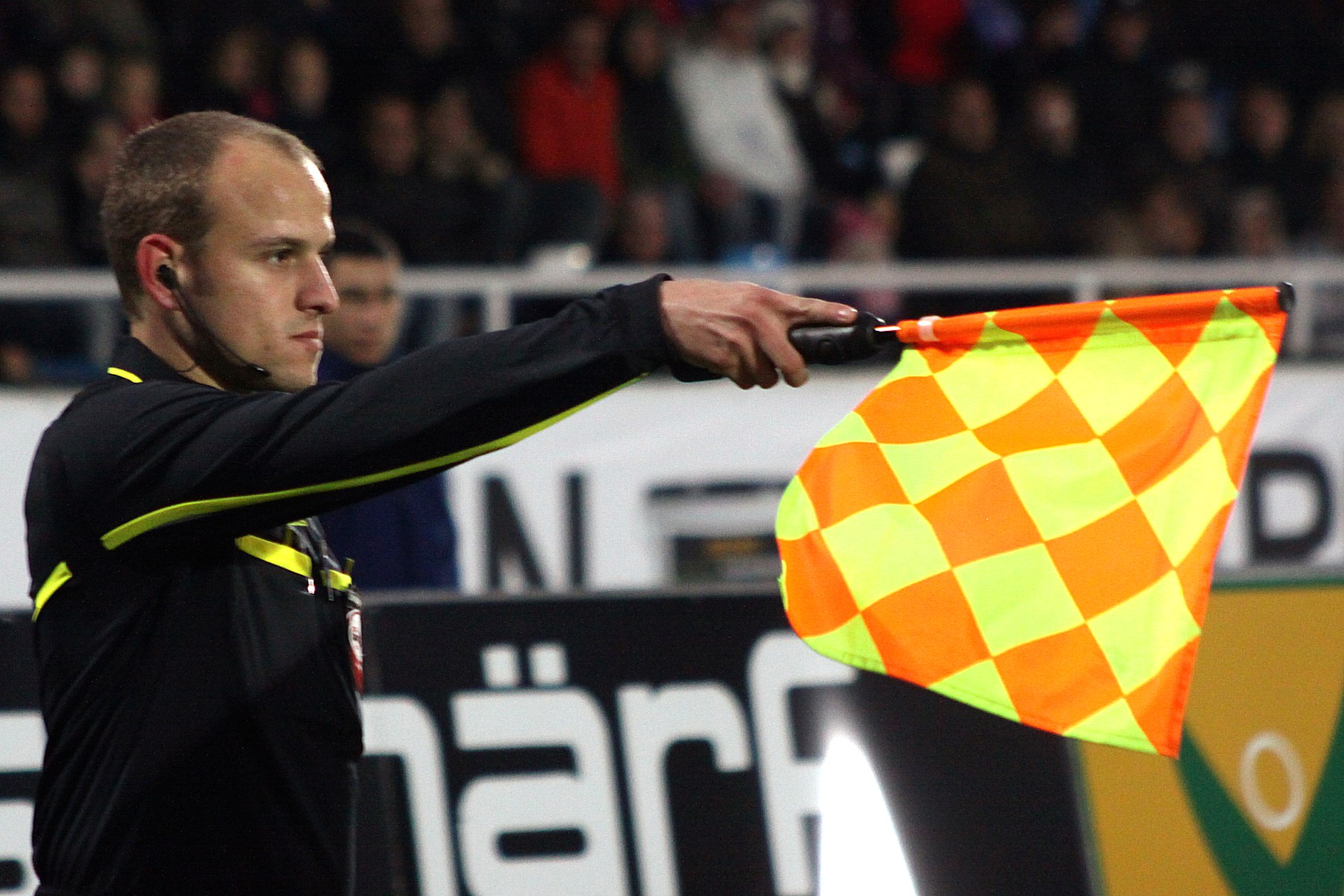
Partbíró

A játékvezető-asszisztens (hétköznapi néven partbíró vagy partjelző) a labdarúgó-játékvezető szakmai segítője. Egy-egy mérkőzésen a partbírói feladatkört a nemzetközi és a nemzeti élvonalban kötelezően két sportember látja el.

## Története
A labdarúgó játék irányításának történelmi vizsgálataival egyértelműen megállapítható, hogy abban a pillanatban, amikor az önfeledt játék átalakult tétmérkőzésekké (bajnokságok), az addig baráti közreműködő ellenséggé lépett elő. A győztes csapat minden esetben megelégedett a játékvezető közreműködésével. Döntetlen esetén erősen megoszlanak a vélemények. A vereség értékelésénél szinte minden esetben a közreműködő sportember gyenge felkészültsége, a csapattal, a csapat színével szembeni elfogultság kerül előtérbe. Csak a higgadt csapatvezető képes elismerni, hogy csapata ezen a találkozón képtelen volt eredményesen tevékenykedni.[forrás?]
A játék történetének során különböző formákban és elnevezések alatt tevékenykedtek a partbírók.
Eleinte a működő játékvezetők közül választották ki a partbírókat, majd a FIFA hosszú huzavona után 1992-ben határozta el, hogy önálló partbírói keretet alakít ki. Felszólította a nemzeti szövetségeket, hogy hasonló módon eljárva segítség célkitűzéseinek megvalósítását.
A Nemzetközi Labdarúgó-szövetség (FIFA) Játékvezető Bizottságának (JB) irányelvei alapján, az Európai Labdarúgó-szövetség (UEFA) Játékvezető Bizottsága (JB) meghatározta az ideális  partbíró követelményeit. A követelmény egyik kiemelkedő pontja a partbíró személyisége, stílusa.

### Stílusa
Az  UEFA JB követelményi rendszere a labdarúgó játék taktikájához alkalmazkodva szükségszerűen változik. A nemzetközi mérkőzések vezetéséhez a követelmény rendszernek legjobban megfelelő nemzeti sportembereket választják ki. Kiválasztás előtt a nemzeti partbíráskodásban kell kiemelkedőt nyújtani, majd a nemzeti szövetség felterjesztésére az UEFA JB rendszeres elméleti (szabálytesztek) és cooper (fizikai) teszteket végeztet, és különböző erősségű mérkőzésekre küldi a FIFA címert viselő partbírókat. A tornák előtt a FIFA egységesen vizsgálja az elméleti (teszt) és a cooper (fizikai) tesztek teljesítését. Ha valakinek a hármasból nem sikerül, akkor nem tartanak igény szolgálatukra és a tartalékok közül emelik ki a következő hármast.
A tehetségen kívül rengeteg adottság - például: jó fizikai- és reakcióképesség, szabálytudás, a valóság megörökítésének művészete -, ami megegyezik a személyiségi jegyekkel, valamint az évek alatt összegyűjtött tapasztalatok határozzák meg a játékvezetők minőségbeli különbségét. A kapcsolattartás érdekében nagyon fontos az idegennyelv tudása, a nemzetközi játékvezetőktől FIFA  elvárja, hogy angolul, németül, franciául vagy spanyol nyelven képesek legyenek kommunikálni - írni és olvasni.
A legjobb partbírókra az alább megfogalmazottak egyformán jellemzők.
Alkalmazott taktikája elősegíti azt a hozzáállást, hogy a játékszabályok és azok szelleméből eredő döntések biztosítsák a játék szolgálatát. Szabályalkalmazása határozott, jelzésrendszere következetes. Átfogó figyelemmel, gyors elemző- és reagálókészséggel rendelkezik. Kifogástalan fizikai- és szellemi állapota (szabályismerete) biztosítja, hogy a valósághoz viszonyított taktikája eredményes legyen. Erős izomzata elősegíti, hogy mindig az utolsó előtti védőjátékos vagy a labda magasságába lehessen. Fellépése határozott, tevékenysége alakias, szolgálata nem részrehajló, szakmai tapasztalata kimagasló. Együttműködési készsége kifogástalan, megfelelő alázattal alkalmazkodik a játékhoz, a játékvezető elvárásaihoz. Feleslegesen nem fontoskodik, jelzései előírásszerűek, világosak, érthetők, jól kivitelezettek, megfelelő ideig kitartottak. Jelzéseit csak akkor szünteti meg, amikor a játékvezetővel felvette a szemkontaktust. A megbeszéltek szerint kiegészítő jelzéseket is alkalmaz, amivel segíti a játék folyamatosságát, szabályszerűségét. Folyamatosan koncentrál, ha kell, szükségszerűen, nagy biztonsággal (rutin, gyakorlat, emlékképek aktivizálása stb.) avatkozik játékba.

#### A partbíró értékelése
- A személyiség megítélésénél figyelembe kell venni
  - magatartása, gondolkodása, érzelmi, viselkedési normái /kulturált, alázatos, udvarias, figyelmes, egészséges önbizalommal rendelkező, stb./, megnyilatkozásai biztosítják-e az etikai magatartás követelményét, a sportszerűséget.
- Az öltözői magatartás
- Sportműködés közbeni magatartás
  - figyelem, koncentráció: tartós -, folyamatos -, közömbös -, elkalandozó -, szétszórt -, dekoncentrált -, melankolikus -, stb.
  - érzelmi megnyilvánulások: mentális állapot /rendezett, kiegyensúlyozott stb./ -, együtt él a játékkal -, megelégedett -, örül teljesítményének -, közömbös a sikerrel vagy kudarccal szemben -, bánkódik egy-egy kétes ítélet után -, kényszeredett -, mérges-e a kudarc miatt -, dicsekszik a teljesítményével -, kérdéseket tesz fel -, dicséretet provokál -, stb.
  - a teljesítményéhez való viszonya: észreveszi-e hibáit vagy sem -, hibáját korrigálja menet közben -, képes-e fizikai tevékenységét mozgósítani vagy sem -, képes-e felpörögni az események hangulatához -, összenyomja az események súlya -, stb.
  - határozott, erélyes, bátor, energikus, következetes, korrekt, egészségesen nagyvonalú, nyugodt, higgadt,  nem befolyásolható, érdeklődő, segítőkész, tekintélyparancsoló, alig észrevehető,  azonos feltételeket biztosít, stb.
- Kondíció. Előnyös szakmai tulajdonságok: együtt él-e a játékkal-, dinamikus, koordinált, rendezett mozgás-, mozgáselemei változékonyak / oldalazás: keresztlépéses -, szökdeléses, hátrálás, sétálás, futás, iramfutás/-, pozícióját folyamatosan tartotta, vonalban állt-, pozícióját gyorsan felveszi, stb.
- Jelzések szabályszerűsége. A gyakorlati alkalmazás, az ismert és kiegészítő jelzések /kézzel, testtel/, a magatartási elemek egysége segíti a helyes zászlóalkalmazást. Az új iránymutatásoknak megfelelően segíti a játékvezetőt.
- Kötelességének végzése. Képes-e a játékvezetői tevékenységet alázattal szolgálni, sértődékenység, túlbuzgóság.
  - Előnyös szakmai tulajdonságok: a cserék szabályszerű végrehajtása-, sérülés esetén hogyan jár el-, a játékvezető háta mögötti szabálytalanságok, vétségek jelzése-, a játékvezető tájékoztatása súlyos, sportszerűtlen cselekedetekről-, a cserelabda/-ák/ ellenőrzése-, hogyan kezeli a kispadnál előforduló sportszerűtlenségeket-, figyeli-e a technikai terület előírásait, stb.
- Együttműködés. Érezhető-e az öltözőben történt megbeszélés összhangja, tapasztalható-e zavar, eltérés az együttműködésben?
  - Előnyös szakmai tulajdonságok: folyamatos-e a látáskapcsolat-, jelzéseknél keresi a látáskapcsolatot-, időben észleli-e a játékvezető kérését, jelzéseit-, segíti a rejtett szabálysértések megítélését-, a félidő végének /az elfecsérelt idő végének/ jelez-, jelzi a játékvezető háta mögötti szabálysértések-, feleslegesen nem aktivizálta magát, stb.
- Tévedéshez való jog. A legjobban felkészült partbírónak is lehet olyan napja, mérkőzése, amikor akaratlanul, de téved. A tévedés joga megilleti. Nincs kicsi vagy nagy tévedés, tévedés van, amely akár befolyásolja a mérkőzés eredményét, akár nem, de előfordul. A játékvezetői történelmet ismerve ez örökké oktatási téma. A partbírónak nincs védekezési lehetősége, minden korrekt szavára az érzelemdús csapatvezetők, játékosok és a pártos sajtó tizezer szóval válaszol.